# Es war Mord
Es war Mord ist eine deutsche Punk-/Hardcore-Punk-Band aus Berlin. Musikalisch orientiert sie sich am Düster-Punk der 1980er Jahre.

## Geschichte
Die beiden Gitarristen Tom Schwoll und Joseph Ehrensberger spielten gemeinsam bereits in den Bands Jingo de Lunch und Zerstörte Jugend zusammen. Weitere Vorgängerbands waren Vorkriegsjugend (Ehrensberger) sowie Die Skeptiker und Kumpelbasis (Schwoll). Dazu kamen Sänger Stunk, der vorher bei Situations war, sowie Bassist Dietmar und Schlagzeuger Markus.
2016 erschien das erste, selbstbetitelte Demo über das DIY-Label Wild Wild East. Die erste Version war auf fünfzig unterschiedlich farbige MCs limitiert und zwischenzeitlich restlos ausverkauft. Es folgte eine auf 200 MCs limitierte Neuauflage.
Die Band erhielt anschließend einen Plattenvertrag bei Sounds of Subterrania, wo 2017 ihr Debütalbum Unter Kannibalen erschien. Das Albumcover stammt vom verstorbenen Künstler Fritz Ebeling. 2018 spielte die Band auf dem Ruhrpott Rodeo.
Am 21. Dezember 2018 erschien die 10" Tod im Garten, limitiert auf 666 Stück.

## Stil
Musikalisch orientieren sich Es war Mord am Deutschpunk der 1980er Jahre. Texte und Musik sind sehr düster gehalten. Zum Teil greifen sie aktuelle politische Themen auf, wie die Rüstungsindustrie und Kapitalismuskritik. Vergleichbare Bands sind Razzia, Angeschissen sowie Blut + Eisen.

## Diskografie
- 2016: Es war Mord (MC, Wild Wild East)
- 2017: Unter Kannibalen (Album, Sounds of Subterrania)
- 2018: Tod im Garten (10", Sounds of Subterrania)